# 通用图形处理器
通用圖形處理器（英語：GPGPU，全稱图形处理单元上的通用计算（General-purpose computing on graphics processing units）），是利用处理图形任务的图形处理器来計算原本由中央处理器处理的通用计算任务。这些通用计算任务通常与图形处理没有任何关系。由于现代图形处理器有强大的并行处理能力和可编程流水线，令图形处理器也可以处理非图形数据。特别是在面对单指令流多数据流（SIMD）且数据处理的运算量远大于数据调度和传输的需要时，通用圖形處理器在性能上大大超越了传统的中央处理器应用程序。

## GPU技術大會
NVIDIA每年都舉行GPU技術大會，以供GPGPU開發人員共同分享的機會。

## 外部連結
- 3分鐘Keyword─GPGPU（繁體中文）
- GPGPU應用與技術平台 可製造性與計算架構之間的勝負（页面存档备份，存于）（繁體中文）
- GPGPU::数学基础教程（页面存档备份，存于）（简体中文）
- 开源GPU社区（简体中文）
- GPU加速計算功能應用（页面存档备份，存于） - 上海汽車集團使用GPGPU汽車設計模擬的應用實例 （MP4視頻）